# Розенкројцери
Розенкројцери (енгл. Rosicrucians) су филозофско езотерично мистично друштво које је основао Кристијан Розенкројц у средњовековној Немачкој, а чији су стварни почеци забележени током 17. века у Немачкој, Енглеској и Русији. Учење им је мешавина египатског херметизма, гностицизма, езотеричног хришћанства, алхемије и кабале. Били су организовани у тајна братства, а утицали су на појаву и оснивање масонских ложа и теозофских друштава.